# Golejów (Basse-Silésie)
Pour les articles homonymes, voir Golejów.
Golejów est une localité polonaise de la gmina de Lubomierz, située dans le powiat de Lwówek Śląski en voïvodie de Basse-Silésie.